# Lindy Waters
Lindy Waters III (Norman, 28 luglio 1997) è un cestista statunitense.

## Carriera
Ha trascorso gli anni universitari con gli OSU Cowboys; non scelto al Draft NBA 2020, il 7 luglio 2021 firma il primo contratto professionistico con il Palma, squadra di LEB Oro, che tuttavia non riesce a tesserarlo per problemi burocratici. Dopo essere stato inserito nel roster degli Oklahoma City Blue, il 10 febbraio 2022 firma un two-way contract con gli Oklahoma City Thunder.

## Statistiche

### NCAA
| Anno      | Squadra     | PG  | PT  | MP   | TC%  | 3P%  | TL%  | RP  | AP  | PRP | SP  | PP   |
| --------- | ----------- | --- | --- | ---- | ---- | ---- | ---- | --- | --- | --- | --- | ---- |
| 2016-2017 | OSU Cowboys | 23  | 12  | 16,0 | 49,5 | 44,2 | 71,4 | 1,8 | 0,8 | 0,6 | 0,0 | 5,7  |
| 2017-2018 | OSU Cowboys | 35  | 31  | 27,1 | 44,3 | 37,3 | 76,8 | 3,7 | 2,0 | 0,9 | 0,4 | 8,7  |
| 2018-2019 | OSU Cowboys | 32  | 32  | 33,8 | 43,7 | 44,8 | 87,8 | 4,2 | 2,8 | 1,3 | 0,2 | 12,2 |
| 2019-2020 | OSU Cowboys | 31  | 30  | 31,7 | 38,1 | 31,7 | 82,5 | 4,2 | 2,4 | 1,2 | 0,1 | 10,5 |
| Carriera  | Carriera    | 121 | 105 | 27,9 | 42,7 | 39,0 | 81,7 | 3,6 | 2,1 | 1,0 | 0,2 | 9,5  |

#### Massimi in carriera
- Massimo di punti: 29 vs Georgetown (4 dicembre 2019)[5]
- Massimo di rimbalzi: 11 vs Central Arkansas (21 dicembre 2018)
- Massimo di assist: 7 vs Texas Christian (13 marzo 2019)
- Massimo di palle rubate: 5 vs Georgetown (23 novembre 2016)
- Massimo di stoppate: 2 (2 volte)
- Massimo di minuti: 44 vs Texas Tech (27 febbraio 2019)

### NBA

#### Regular Season
| Anno      | Squadra          | PG  | PT | MP   | TC%  | 3P%  | TL%  | RP  | AP  | PRP | SP  | PP  |
| --------- | ---------------- | --- | -- | ---- | ---- | ---- | ---- | --- | --- | --- | --- | --- |
| 2021-2022 | Oklahoma Thunder | 25  | 1  | 18,6 | 40,6 | 36,3 | 80,0 | 2,9 | 1,0 | 0,8 | 0,3 | 8,0 |
| 2022-2023 | Oklahoma Thunder | 41  | 0  | 13,0 | 39,3 | 35,8 | 80,0 | 1,8 | 0,7 | 0,3 | 0,3 | 5,2 |
| 2023-2024 | Oklahoma Thunder | 38  | 0  | 7,4  | 47,1 | 43,5 | 100  | 1,1 | 0,6 | 0,1 | 0,2 | 3,6 |
| 2024-2025 | G.S. Warriors    | 38  | 9  | 17,2 | 37,1 | 33,1 | 72,7 | 2,6 | 1,1 | 0,6 | 0,3 | 5,5 |
| 2024-2025 | Detroit Pistons  | 14  | 0  | 8,8  | 36,4 | 39,5 | -    | 1,0 | 0,7 | 0,4 | 0,1 | 3,4 |
| Carriera  | Carriera         | 156 | 10 | 13,2 | 39,9 | 36,6 | 78,9 | 1,9 | 0,8 | 0,4 | 0,2 | 5,2 |

#### Playoffs
| Anno     | Squadra          | PG | PT | MP  | TC% | 3P% | TL% | RP  | AP  | PRP | SP  | PP  |
| -------- | ---------------- | -- | -- | --- | --- | --- | --- | --- | --- | --- | --- | --- |
| 2024     | Oklahoma Thunder | 3  | 0  | 3,0 | 0,0 | 0,0 | -   | 0,3 | 0,0 | 0,0 | 0,0 | 0,0 |
| Carriera | Carriera         | 3  | 0  | 3,0 | 0,0 | 0,0 | -   | 0,3 | 0,0 | 0,0 | 0,0 | 0,0 |

#### Massimi in carriera
- Massimo di punti: 25 vs Atlanta Hawks (30 marzo 2022)[6]
- Massimo di rimbalzi: 8 vs New Orleans Pelicans (29 ottobre 2024)
- Massimo di assist: 4 vs Detroit Pistons (1º aprile 2022)
- Massimo di palle rubate: 3 (2 volte)
- Massimo di stoppate: 2 (2 volte)
- Massimo di minuti: 33 vs Atlanta Hawks (30 marzo 2022)

### G League
| Anno      | Squadra       | PG | PT | MP   | TC%  | 3P%  | TL%  | RP  | AP  | PRP | SP  | PP   |
| --------- | ------------- | -- | -- | ---- | ---- | ---- | ---- | --- | --- | --- | --- | ---- |
| 2021-2022 | Oklahoma Blue | 28 | 14 | 19,9 | 48,0 | 42,4 | 92,3 | 3,2 | 1,3 | 1,1 | 0,3 | 8,3  |
| 2022-2023 | Oklahoma Blue | 23 | 22 | 34,1 | 45,8 | 39,0 | 85,3 | 5,1 | 3,7 | 1,3 | 0,7 | 15,5 |
| 2023-2024 | Oklahoma Blue | 12 | 12 | 33,4 | 48,0 | 42,5 | 96,3 | 6,5 | 2,8 | 1,8 | 0,8 | 21,8 |
| Carriera  | Carriera      | 63 | 48 | 27,7 | 47,0 | 40,9 | 90,8 | 4,5 | 2,4 | 1,3 | 0,6 | 13,5 |